# Blåkindad glansstare
Blåkindad glansstare (Lamprotornis chalybaeus) är en vida spridd afrikansk tätting i familjen starar. IUCN kategoriserar den som livskraftig.

## Kännetecken

### Utseende
Denna stare mäter cirka 19 centimeter. Den har en medellång näbb, vingar av medellängd (med tredje och fjärde pennorna längst), kort, mer eller mindre tvär stjärt och långa ben. Fjäderdräkten är sammetsartat metallglänsande i mörkt och djupt stålgrönt, med en rundad, svart fläck på spetsen av varje armpenna och de största övre vingtäckarna samt en svagt antydd fläck i örontrakten och på underarmens täckfjädrar. Färgen har en stark glans och företer vid olika belysning ett underbart skimmer.

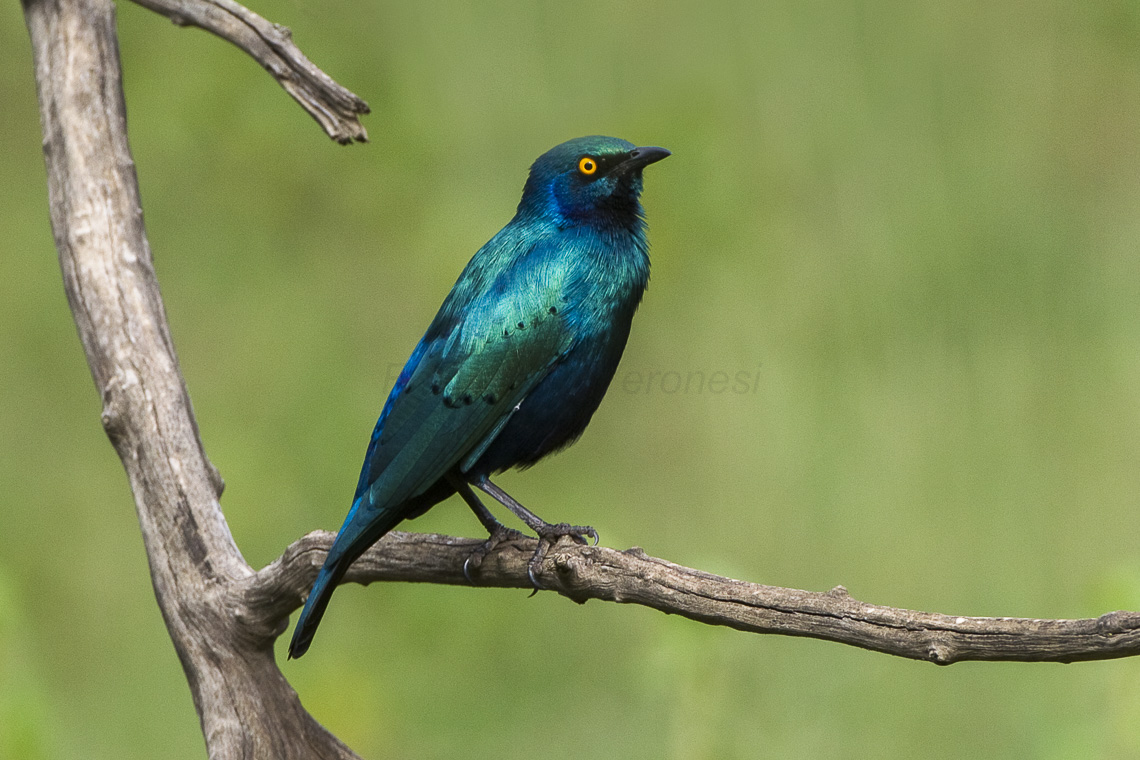

### Läte
Blåkindad glansstare låter höra ett distinkt, nasalt "squee-aar".

## Utbredning och systematik
Blåkindad glansstare är endemisk för Afrika och delas vanligtvis upp i fyra underarter med följande utbredning:
- Lamprotornis chalybaeus chalybaeus – Senegal till östra Sudan
- Lamprotornis chalybaeus cyaniventris – Eritrea och Etiopien till västra Kenya och östra Uganda
- Lamprotornis chalybaeus scyobius – sydvästra Uganda till sydöstra Kenya, Tanzania, sydöstra Demokratiska republiken Kongo och Moçambique
- Lamprotornis chalybaeus nordmanni – södra Angola till Zimbabwe, södra Zambia, Botswana och Sydafrika

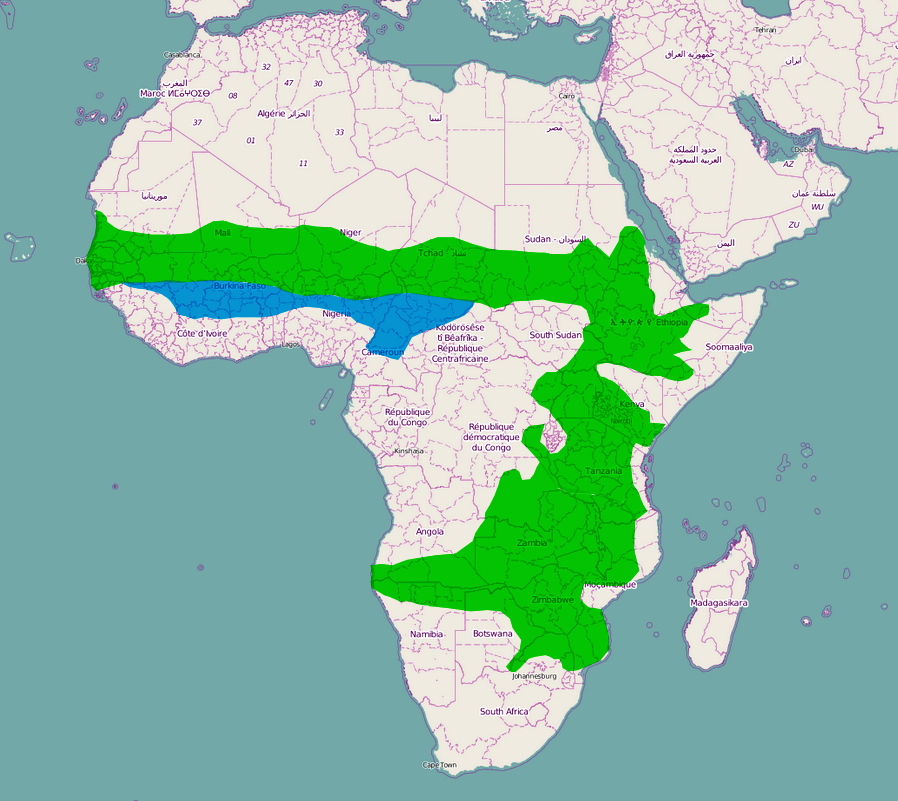
Artens utbredningsområde.

Arten har observerats i Sverige, men det har bedömts osannolikt att den nått landet på naturlig väg.

## Ekologi
Den lever, förutom under häckningsperioden, i små flockar, som flyger omkring i de tätaste busksnåren och bland spridda klippblock på slättmark. Den vistas mycket på marken och i låga buskar, mot aftonen även i högre träd. 

## Status och hot
Arten har ett stort utbredningsområde och en stor population med stabil utveckling som inte tros vara utsatt för något substantiellt hot. Utifrån dessa kriterier kategoriserar internationella naturvårdsunionen IUCN arten som livskraftig (LC). Världspopulationen har inte uppskattats men den beskrivs som vanlig eller mycket vanlig.

## Namn
Fågeln har på svenska även kallats violettörad glansstare.